# Romeo Lahoud
 (août 2010).
Si vous disposez d'ouvrages ou d'articles de référence ou si vous connaissez des sites web de qualité traitant du thème abordé ici, merci de compléter l'article en donnant les références utiles à sa vérifiabilité et en les liant à la section « Notes et références ».
Pour les articles homonymes, voir Lahoud.
Romeo Lahoud (né à Amchit le 22 janvier 1931 — ou à Beyrouth (Grand Liban) en 1929 et mort le 22 novembre 2022) est un metteur en scène, auteur, compositeur et scénariste libanais de comédies musicales,.Roméo reçoit la distinction de commandeur de l’ordre du Cèdre en 2016 et produit des deux dernières comédies musicales Tarik Chams en 2016 et Bint Jabal en 2015 avec Aline Lahoud

## Biographie
Romeo Lahoud commence sa carrière en 1955, en tant qu’impresario, faisant venir au Liban de grosses vedettes comme Louis Armstrong, Sacha Distel, le Ballet du Marquis de Cuevas qui se produisent aux théâtres de l’Unesco et du Casino du Liban, puis il devient metteur en scène au Festival international de Baalbeck en 1963 en réalisant Al Shallal avec Sabah. Ensuite il crée le premier théâtre musical permanent en 1965 avec trois spectacles successifs : Mawal, Mijana et Ataba (1965, 1966 et 1967). Architecte, décorateur, auteur compositeur, producteur et metteur en scène, il a à son actif plus de 30 comédies musicales avec les plus grandes vedettes de la chanson, de la danse et du théâtre libanais, comme Sabah, Salwa Katrib, Georgina Rizk, Melhem Barakat, Antoine Kerbage, Nadia Gamal, Kegham, Alain Merheb, etc.
Il a étudié la mise en scène à Las Vegas, puis la scénographie à la Scala de Milan avec le professeur Carlo Montecamozzo. Il a fondé cinq théâtres : Le Phoenicia (1965), le Martinez (1969), L’Élysée (1975), Le Romeo Lahoud (1983) et l’Athénée en 2004. Il a fondé également la troupe folklorique de Libye en 1967. Il a été le premier artiste libanais et arabe à se produire au Théâtre de l'Olympia à Paris en 1969 et au Palais Royal des Beaux-Arts à Bruxelles. Il a inauguré avec sa troupe l'opéra impérial de Téhéran en 1967, en présence de la Shahbanou Farah Diba. Il a créé également le Festival international de Byblos en 1997. Il a reçu de nombreux prix, dont celui de promotion et prestige à Genève en 1967, le Cèdre d'or en 1994, le Murex d'or en 1998 et 2010. Il est titulaire de l’ordre du Cèdre au rang d’Officier en 1995, puis Commandeur de l'ordre du Cèdre en 2014. Romeo Lahoud a lancé également plusieurs talents comme Majdala, Kegham, Issam Raggi, Samir Yazbek, Joseph Azar, Elie Choueri, Melhem Barakat et surtout sa star préférée Salwa Katrib.
Il a quatre frères et sœurs : Aline (journaliste), Papou (styliste), Nay (chorégraphe) et Nahi (producteur et historien). Il a aussi une fille Valérie qui possède une maison de production pour films publicitaires et video-clips. Il a épousé en premières noces Liliane Poulain (une Française) dont il eut deux filles : Dominique et Valérie. Puis il épouse en secondes noces Alexandra Katrib, sœur de Salwa Katrib, la vedette de ses music-halls.

## Œuvres
On lui doit plus de 300 chansons dont une centaine sont devenues des tubes [réf. nécessaire]. Il s’est produit de nouveau au Festival de Baalbeck en 1967 avec Les Nuits libanaises, en 1968 avec La Citadelle, en 1970 avec Faramane et en 1971 avec Mahrajane. Il signe sa 34e comédie musicale Tarik El Chams au théâtre du Casino du Liban en février 2014[réf. nécessaire].

### Comédies musicales
Les comédies musicales créées par Romeo Lahoud :
- Al Shallal (La Cascade) avec Sabah, Joseph Azar (Festival de Baalbeck 1963)
- Mawal avec Nadia Gamal, Joseph Azar, Samir Yazbeck et Issam Rajji, Kegham (Théâtre Phoenicia 1965)
- Mijana avec Sabah, Joseph Azar, Samir Yazbeck, Issam Rajji, Kegham (Théâtre Phoenicia 1966)
- Ataba avec Joseph Azar, Samir Yazbeck, Issam Rajji (Théâtre Phoenicia 1967)
- Les nuits libanaises avec Sabah, Joseph Azar, Issam Rajji (Festival de Baalbeck 1967)
- Les nuits libanaises (Theatre Imperial de Teheran 1967)
- La Citadelle avec Sabah, Joseph Azar, Samir Yazbeck, Issam Rajji, Antoine Kerbage,Nadia Gamal,Kegham (Festival de Baalbeck 1968)
- Les nuits libanaises (Olympia 1969)
- Faramane avec Majdala et Antoine Kerbage, Chouchou, Nabih Abou el Hosn, Joseph Azar, Samir Yazbeck, Issam Rajji (Festival de Baalbeck 1970)
- Mahrajane avec Sabah, Chouchou, Joseph Azar, Samir Yazbek, Issam Rajji( Festival de Baalbeck 1971)
- Phenicie 80 avec Sabah, Elias Elias, Joseph Azar, Samir Yazbeck, Issam Rajji. (Theatre Martinez 1971)
- Awassef avec Sabah, Chouchou, Elias Elias, Joseph Azar, Samir Yazbeck, Issam Rajji (Festival des Cedres 1971)
- Mine jaouz mine avec Sabah, Joseph Azar, Samir Yazbeck, Issam Rajji (Théâtre Martinez 1972)
- Singof Singof avec Salwa Katrib,Georgina Rizk, Tony Hanna, Abdo Yaghi. (Théâtre Élysée 1974)
- W Harab Chahine avec Salwa Katrib, Abdo Yaghi, Ali el Khalil (Theatre plein air, Baabdatt 1975)
- Bint el Jabal avec Salwa Katrib, Antoine Kerbage,Abdo Yaghi. (Théâtre Élysée 1977)
- Amira Zmorrod avec Salwa Katrib, Melhem Barakat, Elias Elias. (Théâtre Élysée 1978)
- Ismak bi Albi avec Salwa Katrib, Abdo Yaghi, Ali el Khalil (Théâtre Élysée 1978)
- Oxygene avec Salwa Katrib, Elie Choueiri. (Théâtre Élysée 1979)
- Yasmine avec Salwa Katrib, Abdo Yaghi (Théâtre Élysée 1980)
- Namroud avec Antoine Kerbage (Theatre Élysée 1981)
- Superstar avec Salwa Katrib, Alec Khalaf, Nay Lahoud Merheb (Théâtre du Casino du Liban 1981)
- Hikayat Amal avec Salwa Katrib et Ghassan Saliba (Théâtre Élysée 1983)
- Al Helm el Telett avec Salwa Katrib, Nay Lahoud Merheb, Petit Prince, Paul Sleiman. (Théâtre Élysée 1985)
- Les nuits Libanaises avec Salwa Katrib, Abdo Yaghi, Alain Merheb, Dany Bustros (Festival de Jerash 1987)
- Les nuits Libanaises avec Salwa Katrib (Festival de Byblos 1987)
- Bint el Jabal avec Salwa Katrib, Antoine Kerbage (Casino du Liban 1988)
- Layali Zamane (Théâtre Ceasar Palace 1995)
- Yasmine avec Salwa Katrib, Paul Sleiman (Festival de Byblos 1998)
- Tariq El chams (Casino du Liban 2014)
- Bint El Jabal (Théâtre des Arts 2015)
- Caricature (Théâtre des Arts 2016)

## Distinctions
- Prix du Faubourg pour la comédie musicale Mijana 1966
- Prix d'Epinay sur Seine 1969
- Prix Said Akl pour la chanson Esmak bi Albi décerné à Salwa Katrib
- Soixante-dix trophées décernés par des organisations culturelles et artistiques.

## Source
- (en) Notice « LAHOUD (Roméo, Raphaël) » (producer), p. 215-216 in Who’s Who in Lebanon 2007-2008, 19e édition, Beyrouth : Publitec publications, Munich : K. G. Saur, 574 pages, 29 cm,  (ISBN 978-3-598-07734-0) ou  (ISBN 3-598-07734-3), ISSN 0083-9612.